# Domberg (Erfurt)

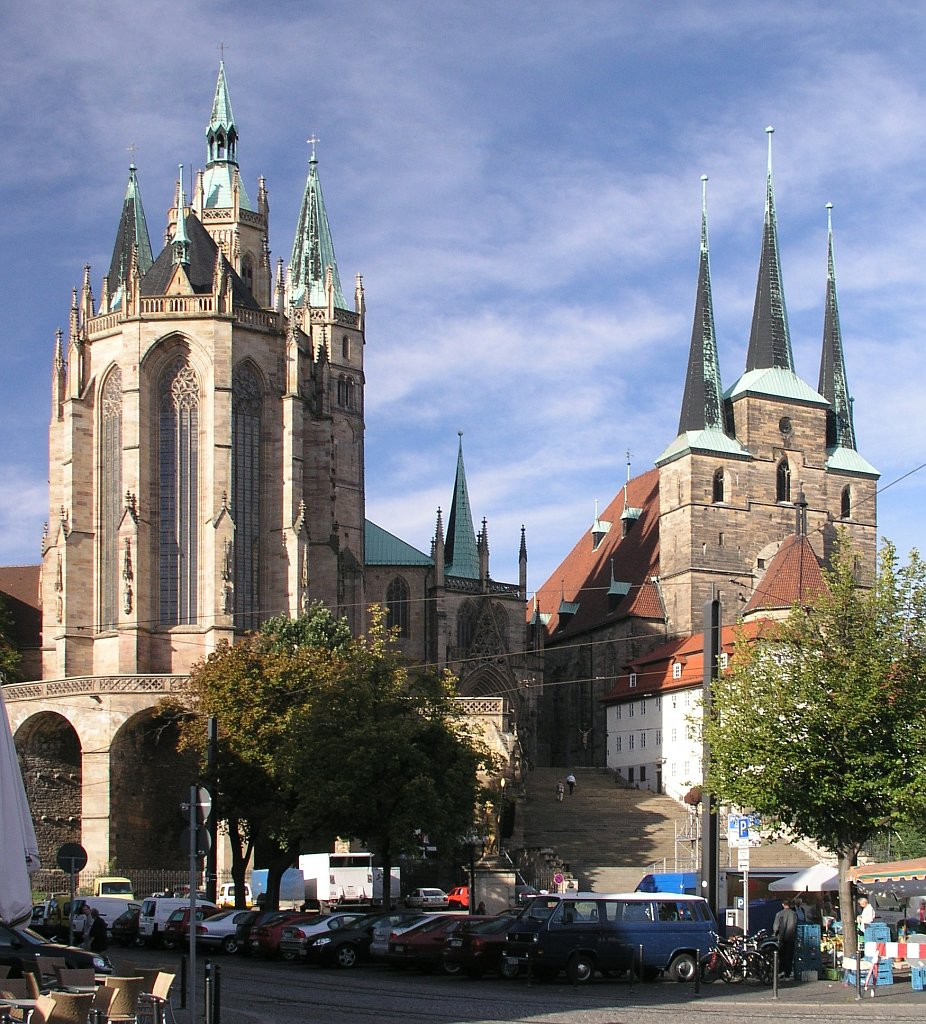
Domberg s erfurtskou katedrálou (vlevo) a kostelem sv. Severuse (vpravo)

Erfurter Domberg (česky katedrální kopec) je architektonický komplex, ležící na erfurtském Starém městě. Skládá se z erfurtské katedrály a kostela sv. Severa, ke kterému vedou z katedrálního náměstí katedrální schody se 70 stupni. Ve zvonici katedrály zavěšený zvon Gloriosa z 15. století patří k největším volně se kývajícím zvonům na světě.
Podle historických dokladů byl umístěn mimo obou kostelů na kopci ještě klášter sv. Pavla a hrad mohučského arcibiskupa. Vojenský význam ztratil Domberg brzy po dokončení nedaleko stojící citadely.